# Helmuth Delbrück
Helmuth Delbrück (* 4. November 1891 in Stettin; † 6. April 1957) war ein Jurist und 1945 kommissarischer Bürgermeister der Stadt Itzehoe.

## Leben
Nach seinem Studium der Rechtswissenschaften an den Universitäten Berlin, Genf, München und Halle, das er mit der Ersten Staatsprüfung abschloss, wurde Delbrück an der Universität Halle 1914/15 mit einer Arbeit zum Thema „Anfechtung und Aufrechnung als Prozesshandlungen mit Zivilrechtswirkung“ zum Dr. iur. promoviert. Nach Bestehen der Großen Staatsprüfung 1920 war er zunächst als Rechtsanwalt und ab 1926 auch als Notar in Stettin tätig.
Am 23. Juni 1945 wurde er von der britischen Militärregierung als kommissarischer Bürgermeister von Itzehoe eingesetzt. Er wurde noch im selben Jahr durch den von der Ratsversammlung zum Bürgermeister gewählten Carl-Christian Arfsten abgelöst. Nachdem Delbrück in Itzehoe noch für kurze Zeit als Stadtdirektor tätig gewesen war, wurde er im Februar 1946 Richter am Oberlandesgericht Celle, dessen Vizepräsident er alsbald wurde.
Später wurde Delbrück Richter am Obersten Gerichtshof für die Britische Zone in Köln. Am 24. Oktober 1950 wurde er zum Bundesrichter ernannt und nahm seine Tätigkeit beim Bundesgerichtshof auf. Nach Errichtung des VI. Zivilsenats des Bundesgerichtshofs zum 1. November 1952 leitete Delbrück die Geschäfte des Senats als stellvertretender Vorsitzender, weil ein Vorsitzender noch nicht bestimmt war. Im Mai 1953 übernahm dann der zum Senatspräsidenten ernannte Wilhelm Meiß die Aufgaben des Senatsvorsitzenden.

## Werk (Auszug)
- Anfechtung und Aufrechnung als Prozesshandlungen mit Zivilrechtswirkung, Halle 1914/15.
- Wie mache ich meine Einkommen- und Kapitalertragsteuererklärung?, Stettin 1921.
- Erläuterungen zum Umsatzsteuer-Gesetz, Stettin 1921.
- als Herausgeber: Rechtstaschenbuch für Steuerpflichtige, Stuttgart 1925 ff.